# تامی دریمر
تامی دریمر (انگلیسی: Tommy Dreamer؛ زادهٔ ۱۳ فوریهٔ ۱۹۷۱) کشتی‌گیر کشتی حرفه‌ای اهل ایالات متحده آمریکا است.